# ケーニヒスクローネ
株式会社ケーニヒスクローネは、兵庫県神戸市中央区御幸通に本社を置く洋菓子メーカーである。
1977年創業。全国の有名百貨店を中心に店舗展開している。
ケーニヒスクローネとはドイツ語で「王冠」（Königskrone)を意味し、クマをモチーフにした同社のイメージキャラクターも王冠を頭に乗せている。また、当て字で「継荷比州吼浪音（荷を継（つな）ぎ、州（くに）に比（ひとし）くす、吼（ほ）ゆる浪の音）」とも表記され、洋菓子という商品を作りながら、日本という国と一緒になって、隆盛（大きな波）のごとく伸びて行こうという想いも込められている。

## 沿革

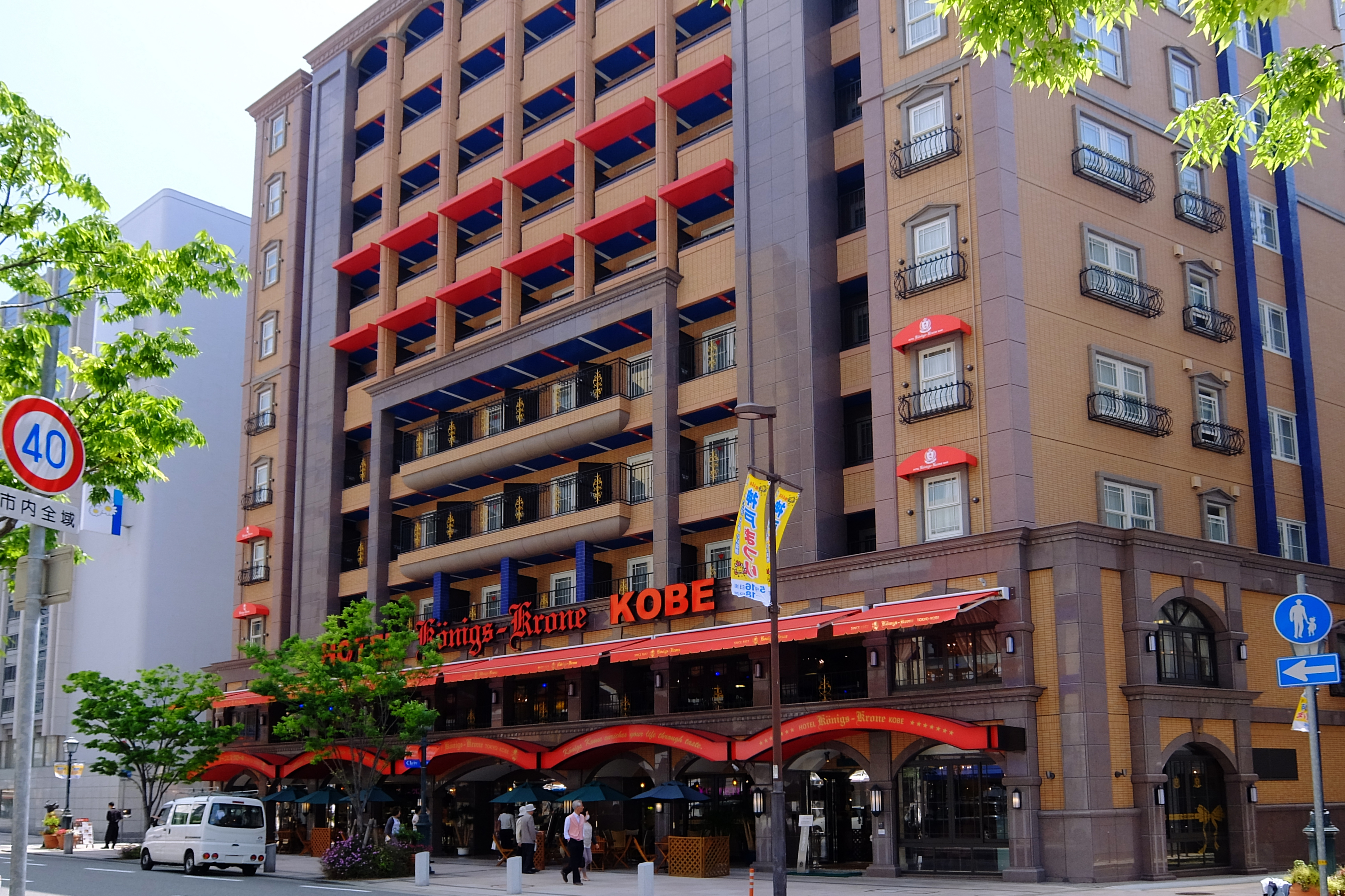
ケーニヒスクローネくまポチ邸・ホテルケーニヒスクローネ神戸

- 1977年 神戸市東灘区にケーニヒスクローネ創業（現・御影本店）
- 1983年 株式会社ケーニヒスクローネ設立
- 2013年 ホテルケーニヒスクローネ神戸開業

## 主な商品
クローネ
創業以来の看板商品の洋生菓子であり「ケーニヒスクローネのクローネは、パンなのかパイなのか？パイなのかパンなのか？」というキャッチフレーズで有名である。
神戸アルテナ
ケーニヒスクローネの代表メニューの一つで、中に栗が丸ごと入ったケーキ。通常のものに加え美濃焼の壷や青竹の器に入ったものもある。
ベーネン
外はパイ、中はケーキという一見妙なスイーツ。非常に人気が高く、毎日販売と同時に売り切れる商品の一つでもある。
ケルペス
スティックパイ
洋菓子以外にストラップ等のキャラクターグッズも販売している。